# 出口正子
出口 正子（でぐち まさこ、1950年（昭和25年）11月4日 - ）は、日本の声楽家（ソプラノ）、オペラ歌手。

## 経歴
東京都葛飾区出身。1973年（昭和48年）国立音楽大学声楽科卒業。1975年（昭和50年）東京芸術大学大学院修了。東京オペラ・プロデュース ラヴェル『スペインの時』コンセプシオンが初出の記録である。その後、同年に渡伊。その後、約30年間在伊。ベルカントの第一人者として、ドニゼッティ『ランメルモールのルチア』の「狂乱の場」など、イタリアオペラを得意とする。国外での公演歴が長く、海外の歌手との共演経験も豊富である。
イタリア（ミラノ）スカラ座附属オペラ研修所で1982年（昭和57年）まで研鑽を積み、1981年（昭和56年）テアトロ・ナツィオナーレ（ミラノ）にて、フラヴィアーノ・ラボー共演『ルチア』タイトルロールでイタリア・デビュー。同年アレッサンドリアにてヴェルディ『ファルスタッフ』ナンネッタを務める。1982年（昭和57年）ヴェルディ『椿姫』ヴィオレッタにカーティア・リッチャレッリとダブルキャストで出演。その他、ベッリーニ『清教徒』『夢遊病の女』ヴェルディ『リゴレット』ドニゼッティ『愛の妙薬』モーツァルト『ドン・ジョヴァンニ』など、ベルカント・ オペラを中心としたレパートリーでイタリア、フランス各地の歌劇場で活躍。1983年（昭和58年）テアトロ・フィラルモニコ（ヴェローナ）にて『椿姫』に出演。1985年（昭和60年）ドニゼッティ・フェスティヴァル開幕公演（ベルガモ）で『ルチア』に出演。
1987年（昭和62年）一時帰国。藤原歌劇団『ルチア』タイトルロールを務める（公式プロフィールでは、これが「日本デビュー」となっている）。以降は欧州と日本を行き来しつつ、日本では藤原歌劇団のプリマドンナとして『リゴレット』『椿姫』『清教徒』『夢遊病の女』『愛の妙薬』ビゼー『カルメン』プッチーニ『ラ・ボエーム』に出演。
2001年（平成13年）スペインのマラガにてプッチーニ『トゥーランドット』リュー役を務める。ジョヴァンナ・カゾッラ、ランド・バルトリーニと共演。
同年からは新国立劇場にも出演するようになり『トゥーランドット』『カルメン』ヴェルディ『オテロ』『アイーダ』での出演記録がある。2004年（平成16年）ラ・ヴォーチェ（江副浩正が創業したコンサート＆オペラ公演招聘、DVD・CD制作会社：現存せず）主催『ルチア』、2005年（平成17年）『椿姫』に出演。同年、藤原歌劇団ではチレーア『アドリアーナ・ルクヴルール』タイトルロールを務める。
2006年（平成18年）びわ湖ホール ヴェルディ『海賊』（日本初演）に出演。その後、藤原歌劇団に加え、東京室内歌劇場、オペラ彩等へとさらに活動の場を広げている。
コンサートに関しても、別府アルゲリッチ音楽祭出演や、青柳明（テノール）とのジョイントコンサート自主企画公演、2017年（平成29年）には第53回日伊声楽コンコルソ入賞者による『イタリアオペラ名曲コンサート』にゲスト出演、2018年（平成30年）にはベッリーニ『ベアトリーチェ・ディ・テンダ』（日本初演）に出演するなど、現在も第一線で取り組みを続けている。
田島好一、柴田睦陸、アントニオ・ベルトラミ、エドアルド・ミューラー、ニーノ・スカットリーニに師事。

## 主な受賞歴
- 1974年（昭和49年）第43回日本音楽コンクール第1位[8]。海外派遣コンクール特別表彰（ヴェルディ国際声楽コンクール第4位入賞）[9]
- 1974年（昭和49年）第10回日伊声楽コンコルソ第1位[10]
- 1987年度（昭和62年度）第15回ジロー・オペラ賞大賞[11]
- 1988年度（昭和63年度）第39回芸術選奨文部大臣新人賞[12]

## 楽界活動
- 日伊音楽協会 理事[13]
- 第55回 日伊声楽コンコルソ2019 審査員[14]

## 主なディスコグラフィー
- CD 狂乱の場/ドラマティック・リサ 1996/2/25 ダブリューイーエー・ジャパン

## 放送出演
- NHKニューイヤーオペラコンサート